# Josef Bělka
Josef Bělka, né le 20 février 1886 et mort le 15 mars 1944, est un footballeur international bohémien, évoluant au poste de milieu de terrain.

## Biographie
Joueur du SK Slavia Prague, Josef Bělka reçoit quatre sélections avec l'équipe nationale bohémo-morave entre 1907 et 1908. Il est le joueur ayant reçu le plus de sélections avec l'équipe nationale bohémo-morave, ex æquo avec Jan Košek et Emanuel Benda.
Il meurt tragiquement à l’âge de 58 ans, en 1944, dans les camps d’extermination d’Auschwitz et Birkenau.